# Liste des œuvres de Jean-Sébastien Bach
La liste des œuvres de Jean-Sébastien Bach (ou Johann Sebastian Bach) suit la numérotation BWV (Bach-Werke-Verzeichnis) de Wolfgang Schmieder.
Elle reprend les numéros BWV que Wolfgang Schmieder a attribués de plein droit à Bach (même si parfois il a lui-même indiqué que certaines compositions étaient d'un autre auteur) et les numéros BWV Anh. (BWV Anhang : appendice BWV) qui sont les œuvres qu'il a identifiées comme perdues, fragmentaires, d’authenticité douteuse ou apocryphes.

## L'œuvre vocale

### Les œuvres liturgiques en latin
- BWV 232 - Messe en si mineur
- BWV 233 - Messe brève en fa majeur
- BWV 233a - Kyrie eleison, Christe du Lamm Gottes, en fa majeur pour chœur, avec continuo (version différente pour le Kyrie de la Messe BWV 233)
- BWV 234 - Messe brève en la majeur
- BWV 235 - Messe brève en sol mineur
- BWV 236 - Messe brève en sol majeur
- BWV 237 - Sanctus en ut majeur
- BWV 238 - Sanctus en ré majeur
- BWV 243 - Magnificat en ré majeur
- BWV 243a - Magnificat en mi bémol majeur. C'est un Magnificat originel que Bach retravailla pour donner le BWV 243, le plus joué aujourd'hui.

#### BWV faussement attribués à Bach
- BWV 239 - Sanctus en ré majeur (auteur inconnu) d'après Antonio Caldara
- BWV 240 - Sanctus en sol majeur (auteur inconnu) ;
- BWV 241 - Sanctus en ré majeur (œuvre de Johann Kaspar Kerll : Missa superba) ;
- BWV 242 - Ce serait en fait une messe de Johann Ludwig Bach dont seul le Christe Eleison serait de la main de Jean-Sébastien Bach.

### Les passions et oratorios
- BWV 11 - Oratorio de l'Ascension Lobet Gott in seinen Reichen (Louez Dieu en son royaume)
- BWV 244 - Passion selon saint Matthieu (1re version)
- BWV 244b - Passion selon saint Matthieu (2e version)
- BWV 245 - Passion selon saint Jean
- BWV 245a - Himmel reisse, Welt erbebe, remplace le choral Wer hat dich so geschlagen dans la 2e version de la passion selon saint Jean
- BWV 245b - Zerschmettert mich, ihr Felsen und ihr Hügel, remplace l'aria Ach, mein Sinn, wo willt du endlich hin dans la 2e version de la passion selon saint Jean
- BWV 245c - Ach, windet euch nicht so, geplagte Seelen, remplace l'arioso Betrachte, meine Seel, mit ängstlichem Vergnügenpour et l'aria Erwäge, wein sein blutgefarbter Ruckensoliste dans la 2e version de la passion selon saint Jean
- BWV 247 - Passion selon saint Marc (perdue)
- BWV 248 - Oratorio de Noël (6 cantates, en partie des parodies de cantates profanes)
- BWV 249 - Oratorio de Pâques : Kommt, eilet und laufet

#### BWV faussement attribué
- BWV 246 - Passion selon Saint-Luc (peut être de Johann Melchior Molter).

### Airs, lieder etQuodlibet
- BWV 511 - Gib dich zufrieden und sei stille, air en sol mineur, pour soliste avec continuo
- BWV 512 - Gib dich zufrieden und sei stille, air en mi mineur, pour soliste avec continuo
- BWV 513 - O Ewigkeit, du Donnerwort, air en fa majeur, pour soliste avec continuo
- BWV 515a - So oft ich meine Tabakspfeife mit gutem Knaster angelfullt, air en ré mineur, pour soliste avec continuo
- BWV 524 - Was seind das vor große Schlösser, quodlibet en fa majeur, pour solistes avec continuo (fragment)

#### BWV faussement attribués
- BWV 508 - Bist du bei mir, geh' ich mit Freuden, air en mi bémol majeur, pour soliste avec continuo (peut-être de Gottfried Heinrich Stölzel)
- BWV 509 - Gedenke doch, mein Geist, zurucke, air en mi bémol majeur, pour soliste avec continuo (auteur inconnu)
- BWV 510 - Gib dich zufrieden und sei stille, air en fa majeur, pour soliste avec continuo (auteur inconnu)
- BWV 514 - Schaff's mit mir, Gott, nach deinem Willen, air en do majeur, pour soliste avec continuo (auteur inconnu)
- BWV 515 - So oft ich meine Tabakspfeife mit gutem Knaster angelfullt, air en sol mineur, pour soliste avec continuo (peut-être de Gottfried Heinrich Bach)
- BWV 516 - Warum betrübst du dich, mein Herz, air en fa mineur, pour soliste avec continuo (auteur inconnu)
- BWV 517 - Wie wohl ist mir, o Freund der Seelen, air en fa majeur, pour soliste avec continuo (auteur inconnu)
- BWV 518 - Willst du dein Herz mir schenken, air en mi bémol majeur, pour soliste avec continuo (peut-être de Giovannini)
- BWV 519 - Hier lieg' ich nun, chant sacré en fa mineur, pour soliste avec continuo (auteur inconnu)
- BWV 520 - Das walt' mein Gott, Gott Vater Sohn und Heil'ger Geist, chant sacré en ré majeur, pour soliste avec continuo (auteur inconnu)
- BWV 521 - Gott, mein Herz dir Dank zusendet, chant sacré en sol majeur, pour soliste avec continuo (auteur inconnu)
- BWV 522 - Meine Seele, lass es gehen, chant sacré en fa mineur, pour soliste avec continuo (auteur inconnu)
- BWV 523 - Ich gnüge mich an meinem Stände, chant sacré en mi mineur, pour soliste avec continuo (auteur inconnu)

## L'œuvre instrumentale

### L'œuvre pour orgue

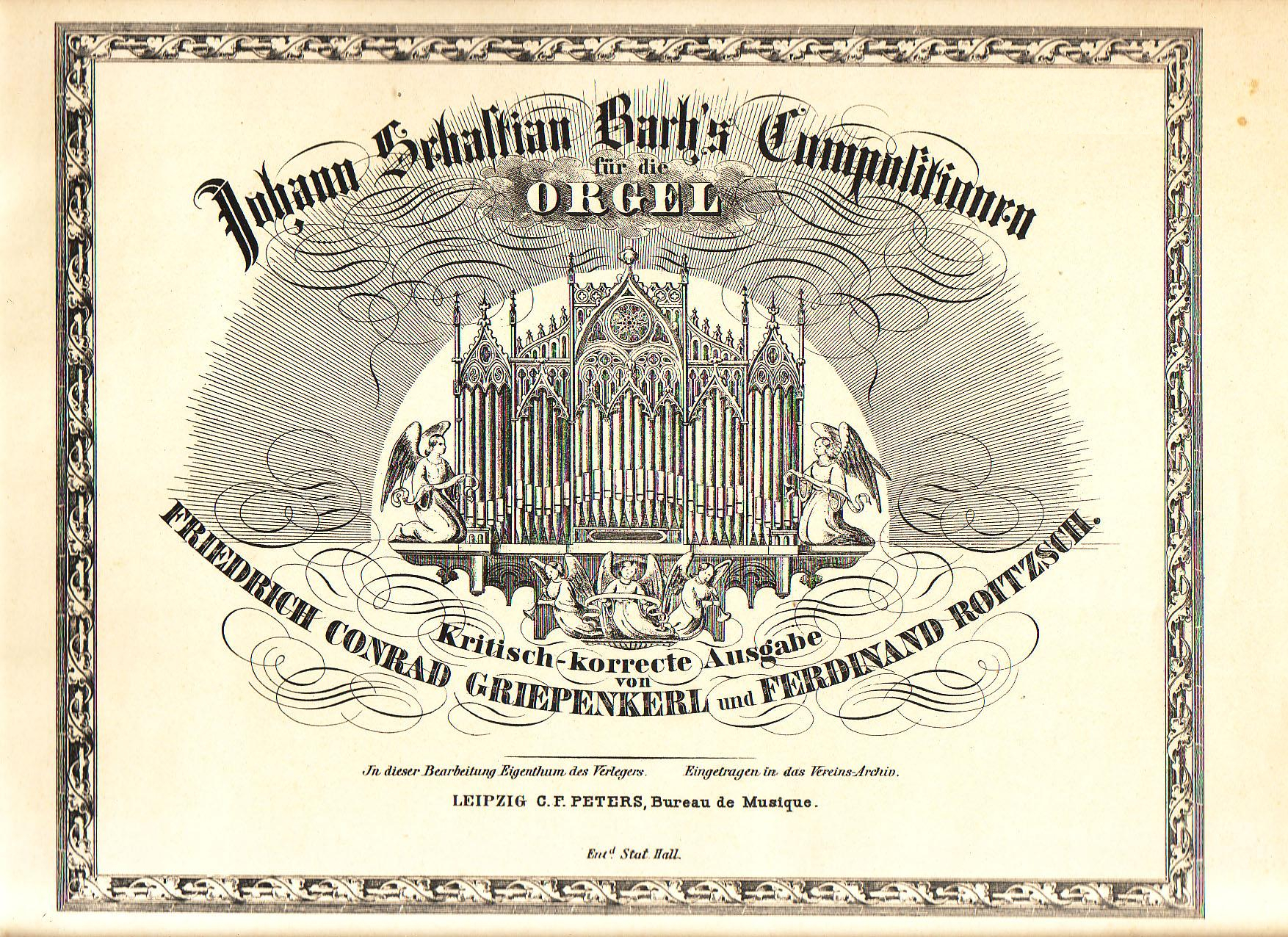
Page de couverture des partitions en neuf volumes de l'œuvre pour orgue de Jean-Sébastien Bach, publiée entre 1845 et 1855 par les éditions Peters.

#### Sonates en trio pour orgue
- BWV 525 - Sonate en trio numéro I en mi bémol majeur : Allegro, Adagio, Allegro
- BWV 526 - Sonate en trio numéro II en ut mineur : Vivace, Largo, Allegro
- BWV 527 - Sonate en trio numéro III en ré mineur : Andante, Adagio e dolce, Vivace
- BWV 528 - Sonate en trio numéro IV en mi mineur : Adagio, Vivace, Andante, Un poco Allegro
- BWV 528a - Andante, en ré mineur : Variante de l'Andante (3e mouvement) de BWV 528
- BWV 529 - Sonate en trio numéro V en ut majeur : Allegro, Largo, Allegro
- BWV 530 - Sonate en trio numéro VI en sol majeur : Vivace, Lento, Allegro

#### Les préludes et fugues, toccatas et fugues, fugues, fantaisies pour orgue
- BWV 531 - Prélude et fugue en do majeur
- BWV 532 - Prélude et fugue en ré majeur
- BWV 532a - Fugue en ré majeur ; variation de la Fugue BWV 532
- BWV 533 - Prélude et fugue en mi mineur « petite »
- BWV 533a - Prélude en mi mineur ; variante de BWV 533
- BWV 534 - Prélude et fugue en fa mineur
- BWV 535 - Prélude et fugue en sol mineur
- BWV 535a - Prélude et fugue en sol mineur ; version antérieure simplifiée de BWV 535
- BWV 536 - Prélude et fugue en la majeur
- BWV 536a - Prélude et fugue en la majeur ; variation sur la base du manuscrit original de BWV 536
- BWV 537 - Fantaisie (prélude) et fugue en do mineur
- BWV 538 - Toccata et fugue « Dorienne » en ré mineur
- BWV 539 - Prélude et fugue en ré mineur
- BWV 539a - Fugue en ré mineur ; le deuxième mouvement de la sonate pour violon seul BWV 1001 est une variante de cette fugue
- BWV 540 - Toccata et fugue en fa majeur
- BWV 541 - Prélude et fugue en sol majeur
- BWV 542 - Prélude (Fantaisie) et fugue en sol mineur « Grand »
- BWV 542a - Fugue en sol mineur ; variante de BWV 542 (basé sur manuscrit de Johann Tobias Krebs)
- BWV 543 - Prélude et fugue en la mineur
- BWV 544 - Prélude et fugue en si mineur
- BWV 545 - Prélude et fugue en do majeur
- BWV 545a - Prélude en do majeur ; variante de BWV 545 (basé sur un manuscrit de Johann Nikolaus Forkel)
- BWV 545b - Prélude, Fugue et Trio en si bémol majeur ; autre variante de BWV 545 avec certaines parties peut-être de Johann Tobias Krebs
- BWV 546 - Prélude et fugue en do mineur
- BWV 547 - Prélude et fugue en do majeur
- BWV 548 - Prélude et fugue en mi mineur « Grand »
- BWV 549 - Prélude et fugue en do mineur
- BWV 550 - Prélude et fugue en sol majeur
- BWV 551 - Prélude et fugue en la mineur
- BWV 562 - Fantaisie et fugue en do mineur ; inachevée
- BWV 563 - Fantaisie avec imitation en si mineur
- BWV 564 - Toccata, adagio et fugue en do majeur
- BWV 565 - Toccata et fugue en ré mineur ; une pièce très célèbre, musique de plusieurs films (Fantasia etc.)
- BWV 566 - Toccata et fugue en mi majeur
- BWV 566a - Toccata en do majeur ; première version de BWV 566
- BWV 569 - Prélude en la mineur
- BWV 570 - Fantaisie en do majeur
- BWV 572 - Fantaisie en sol majeur
- BWV 573 - Fantaisie en do majeur ; inachevée, extrait du Petit Livre d'Anna Magdalena Bach
- BWV 574 - Fugue en do mineur ; sur un thème de Giovanni Legrenzi
- BWV 574a - Fugue en do mineur ; variante de BWV 574
- BWV 575 - Fugue en do mineur
- BWV 578 - Fugue en sol mineur
- BWV 579 - Fugue en si mineur ; sur un thème d'Arcangelo Corelli
- BWV 581a - Fugue en sol mineur ; basée sur le premier chœur de la cantate BWV 131
- BWV 582 - Passacaille et fugue en do mineur
- BWV 583 - Trio en ré mineur
- BWV 585 - Trio en do mineur ; basé sur 2 mouvements d'une sonate à 3 de Johann Friedrich Fasch
- BWV 586 - Trio en sol majeur ; transcription d'une sonate à 3 de Georg Philipp Telemann
- BWV 587 - Aria en fa majeur ; basé sur L'Impériale de François Couperin, 4e mouvement de Les Nations
- BWV 588 - Canzona en ré mineur
- BWV 589 - Alla breve en ré majeur ; origine douteuse
- BWV 590 - Pastorale en fa majeur
- BWV 1027a - Trio en sol majeur ; arrangement de l'Allegro moderato de la sonate pour viole de gambe et clavecin BWV 1027

##### BWV d'attribution douteuse
- BWV 553-560 : Huit petits préludes et fugues (peut-être de Johann Tobias Krebs)
  - BWV 553 - Petit prélude et fugue en do majeur
  - BWV 554 - Petit prélude et fugue en ré mineur
  - BWV 555 - Petit prélude et fugue en mi mineur
  - BWV 556 - Petit prélude et fugue en fa majeur
  - BWV 557 - Petit prélude et fugue en sol majeur
  - BWV 558 - Petit prélude et fugue en sol mineur
  - BWV 559 - Petit prélude et fugue en la mineur
  - BWV 560 - Petit prélude et fugue en si bémol majeur
- BWV 561 - Fantaisie et fugue en la mineur ; (Origine inconnue)
- BWV 567 - Prélude en do majeur ; (attribué à Johann Tobias Krebs)
- BWV 568 - Prélude en sol majeur ; (Originie inconnue)
- BWV 571 - Fantaisie (concerto) en sol majeur ; (Origine inconnue)
- BWV 576 - Fugue en sol majeur ; (Origine inconnue)
- BWV 577 - Fugue en sol majeur (gigue) ; (Origine inconnue)
- BWV 580 - Fugue en ré majeur ; (Origine inconnue)
- BWV 581 - Fugue en sol majeur ; (Origine inconnue)
- BWV 584 - Trio en sol mineur ; (Origine inconnue)
- BWV 591 - Petit labyrinthe harmonique en do majeur ; (Peut-être de Johann David Heinichen)

#### Les concertos pour orgue
- BWV 598 - Exercice de pédalier en sol mineur. Fragment

##### BWV faussement attribué
- BWV 597 - Concerto en mi bémol majeur ; origine inconnue

#### L'Orgelbüchlein«Le petit livre d'orgue»
- 46 chorals, BWV 599 à BWV 644

#### Les chorals Schübler
- 6 chorals BWV 645 à BWV 650

#### Autres chorals pour orgue, dits «de Leipzig» (1750)
- BWV 651 - Komm, Heiliger Geist, Herre Gott en fa majeur ; Viens, Esprit Saint, Seigneur Dieu
- BWV 651a - Komm, Heiliger Geist, Herre Gott en fa majeur ; Viens, Esprit Saint, Seigneur Dieu - variante
- BWV 652 - Komm, Heiliger Geist, Herre Gott en mi mineur ; Viens, Esprit Saint, Seigneur Dieu
- BWV 652a - Komm, Heiliger Geist, Herre Gott en mi mineur ; Viens, Esprit Saint, Seigneur Dieu - variante
- BWV 653 - An Wasserfluessen Babylon en sol majeur ; Sur les rives des fleuves de Babylone
- BWV 653a - An Wasserfluessen Babylon en sol majeur ; Sur les rives des fleuves de Babylone - variante
- BWV 653b - An Wasserfluessen Babylon en sol majeur ; Sur les rives des fleuves de Babylone - variante
- BWV 654 - Schmücke dich, o liebe Seele mi bémol majeur ; Pare-toi, chère âme
- BWV 655 - Herr Jesu Christ, dich zu uns wend en sol majeur ; Seigneur Jésus-Christ, tourne-toi vers nous
- BWV 655a - Herr Jesu Christ, dich zu uns wend en sol majeur ; Seigneur Jésus-Christ, tourne-toi vers nous - variante
- BWV 655b - Herr Jesu Christ, dich zu uns wend en sol majeur ; Seigneur Jésus-Christ, tourne-toi vers nous - variante (adaptation du XIXe siècle)
- BWV 655c - Herr Jesu Christ, dich zu uns wend en sol majeur ; Seigneur Jésus-Christ, tourne-toi vers nous - variante (idem, agrémentée)
- BWV 656 - O Lamm Gottes, unschuldig en la majeur ; Ô innocent agneau de Dieu
- BWV 656a - O Lamm Gottes, unschuldig en la majeur ; Ô innocent agneau de Dieu - variante
- BWV 657 - Nun danket alle Gott en sol majeur ; Maintenant remercions tous Dieu
- BWV 658 - Von Gott will ich nicht lassen en fa mineur ; Je ne vais pas me séparer de Dieu
- BWV 658a - Von Gott will ich nicht lassen en fa mineur ; Je ne vais pas me séparer de Dieu - variante
- BWV 659 - Nun komm, der Heiden Heiland en sol mineur ; Viens donc, sauveur des gentils
- BWV 659a - Nun komm, der Heiden Heiland en sol mineur ; Viens donc, sauveur des gentils - variante
- BWV 660 - Nun komm, der Heiden Heiland en sol mineur ; Viens donc, sauveur des gentils
- BWV 660a - Nun komm, der Heiden Heiland en sol mineur ; Viens donc, sauveur des gentils - variante
- BWV 660b - Nun komm, der Heiden Heiland en sol mineur ; Viens donc, sauveur des gentils - variante peut-être arrangée par Johann Tobias Krebs
- BWV 661 - Nun komm, der Heiden Heiland en sol mineur ; Viens donc, sauveur des gentils
- BWV 661a - Nun komm, der Heiden Heiland en sol mineur ; Viens donc, sauveur des gentils - variante
- BWV 662 - Allein Gott in der Höh' sei Ehr' en la majeur ; Gloire à Dieu au plus haut des cieux
- BWV 663 - Allein Gott in der Höh' sei Ehr' en sol majeur ; Gloire à Dieu au plus haut des cieux
- BWV 663a - Allein Gott in der Höh' sei Ehr' en sol majeur ; Gloire à Dieu au plus haut des cieux - variante
- BWV 664 - Allein Gott in der Höh' sei Ehr' en la majeur ; Gloire à Dieu au plus haut des cieux
- BWV 664a - Allein Gott in der Höh' sei Ehr' en la majeur ; Gloire à Dieu au plus haut des cieux - variante
- BWV 665 - Jesu Christus unser Heiland en mi mineur ; Jésus-Christ, notre Sauveur
- BWV 665a - Jesu Christus unser Heiland en mi mineur ; Jésus-Christ, notre Sauveur - variante
- BWV 666 - Jesus Christus unser Heiland en mi mineur ; Jésus-Christ, notre Sauveur
- BWV 667 - Komm, Gott Scoepfer, heiliger Geist en sol majeur ; Venez, Dieu Créateur, Saint-Esprit
- BWV 668 - Vor deinen Thron tret' ich en sol majeur ; Devant ton trône, je vais comparaître
- BWV 668a - Wen wir in höchsten Nöten sein ; Quand nous sommes dans l'extrême détresse - variante de BWV 668

#### Clavierübung (troisième volume)
« Le dogme en musique ».
- BWV 552 - Prélude et fugue en mi bémol majeur
- BWV 669 - Kyrie, Gott Vater in Ewigkeit en do mineur ; Kyrie, Dieu le Père pour l'éternité
- BWV 670 - Christe, aller Welt Trost en do mineur ; Christ, le réconfort du monde
- BWV 671 - Kyrie, Gott heiliger Geist en do mineur ; Kyrie, Dieu Saint-Esprit
- BWV 672 - Kyrie, Gott Vater in Ewigkeit en sol majeur ; Kyrie, Dieu le Père pour l'éternité
- BWV 673 - Christe, aller Welt Trost en do majeur ; Christ, la consolation du monde
- BWV 674 - Kyrie, Gott heiliger Geist en la mineur ; Kyrie, Dieu Saint-Esprit
- BWV 675 - Allein Gott in der Höh' sei Ehr en fa majeur ; Seul Dieu au plus haut des cieux
- BWV 676 - Allein Gott in der Höh' sei Ehr en sol majeur ; Seul Dieu au plus haut des cieux
- BWV 677 - Allein Gott in der Höh' sei Ehr en fa dièse mineur ; Seul Dieu au plus haut des cieux
- BWV 678 - Dies sind die heilgen zehn Gebot en sol majeur ; Ce sont les saints Dix Commandements
- BWV 679 - Dies sind die heilgen zehn Gebot en sol majeur ; Ce sont les saints Dix Commandements
- BWV 680 - Wir glauben all' an einen Gott en ré mineur ; Nous croyons tous en un seul Dieu
- BWV 681 - Wir glauben all' an einen Gott en mi mineur ; Nous croyons tous en un seul Dieu
- BWV 682 - Vater unser Himmelreich en si mineur ; Notre Père au royaume des cieux
- BWV 683 - Vater unser im Himmelreich en ré mineur ; Notre Père au royaume des cieux
- BWV 684 - Christ, unser Herr, zum Jordan kam en sol mineur ; Christ, notre Seigneur vint au Jourdain
- BWV 685 - Christ, unser Herr, zum Jordan kam en ré mineur ; Christ, notre Seigneur vint au Jourdain
- BWV 686 - Aus tiefer Not schrei ich zu dir en mi mineur ; Des profondeurs je crie vers toi
- BWV 687 - Aus tiefer Not schrei ich zu dir en fa dièse mineur ; Des profondeurs je crie vers toi
- BWV 688 - Jesus Christus unser Heiland en ré mineur ; Jésus-Christ, notre Sauveur
- BWV 689 - Jesus Christus unser Heiland en fa mineur ; Jésus-Christ, notre Sauveur
- BWV 802 - Duo pour clavier n ° 1 en mi mineur ; écrit pour l'orgue ou le clavecin
- BWV 803 - Duo pour clavier n ° 2 en fa majeur ; écrit pour l'orgue ou le clavecin
- BWV 804 - Duo pour clavier n ° 3 en sol majeur ; écrit pour l'orgue ou le clavecin
- BWV 805 - Duo pour clavier n ° 4 en la mineur ; écrit pour l'orgue ou le clavecin

##### BWV faussement attribués
- BWV 676a - Allein Gott in der Höh' sei Ehr en sol majeur ; Seul Dieu au plus haut des cieux - variante (probablement pas de Bach)
- BWV 683a - Vater unser im Himmelreich en ré mineur ; Notre Père au royaume des cieux - variante (probablement pas de Bach)

#### Chorals du recueil Kirnberger
114 œuvres collectées par Kirnberger (1721-1783, élève de Bach selon une tradition incertaine) vers 1760 ont permis de découvrir 24 chorals de Bach.
- BWV 690 - Wer nur den lieben Gott lässt walten en la mineur ; Celui qui ne se laisse guider que par le Bon Dieu
- BWV 691 - Wer nur den lieben Gott lässt walten en la mineur ; Celui qui ne se laisse guider que par le Bon Dieu
- BWV 694 - Wo soll ich fliehen hin en sol mineur ; Où dois-je m'enfuir ?
- BWV 695 - Christ lag in Todesbanden en ré mineur ; Le Christ gisait dans les liens de la mort
- BWV 696 - Christum wir sollen loben schon (fughetta) en ré mineur ; Nous devons louer vraiment le Christ
- BWV 697 - Gelobet seist du, Jesu Christ (fughetta) en do majeur ; Loué sois-tu, Jésus-Christ
- BWV 698 - Herr Christ, der einig Gottes Sohn (fughetta) en sol majeur ; Seigneur Jésus-Christ, le Fils de Dieu nous a réuni
- BWV 699 - Nun komm, der Heiden Heiland (fughetta) en sol mineur ; Viens donc, sauveur des gentils
- BWV 700 - Vom Himmel hoch, da komm ich her en do majeur ; Du plus haut des cieux, je viens
- BWV 701 - Vom Himmel hoch, da komm ich her (fughetta) en do majeur ; Du plus haut des cieux, je viens
- BWV 703 - Gottes Sohn ist kommen (fughetta) en fa majeur ; Le Fils de Dieu est venu
- BWV 704 - Lob sei dem allmächtigen Gott (fughetta) en fa majeur ; Louange à Dieu Tout-Puissant
- BWV 706 - Liebster Jesu, wir sind hier en la majeur ; Jésus bien-aimé, nous sommes ici
- BWV 709 - Herr Jesu Christ, dich zu uns wend en sol majeur ; Seigneur Jésus-Christ, vous venez à nous
- BWV 710 - Wir Christenleut habn jetzund Freud en sol mineur
- BWV 711 - Allein Gott in der Hoeh' sei Ehr en sol majeur ; Gloire à Dieu au plus haut des cieux
- BWV 712 - In dich hab' ich gehoffet, Herr en la majeur ; En toi j'ai espéré, Seigneur
- BWV 713 - Jesu, meine Freude (fantaisie) en ré mineur ; Jésus, ma joie

##### BWV faussement attribués
- BWV 691a - Wer nur den lieben Gott lässt walten en la mineur ; Celui qui ne se laisse guider que par le Bon Dieu (Origine inconnue)
- BWV 692 - Ach Gott und Herr en do majeur ; Ah, Dieu et Seigneur (Attribué à Johann Gottfried Walther)
- BWV 692a - Ach Gott und Herr en do majeur ; Ah, Dieu et Seigneur (Attribué à Johann Gottfried Walther)
- BWV 693 - Ach Gott und Herr en do majeur ; Ah, Dieu et Seigneur  (Attribué à Johann Gottfried Walther)
- BWV 695a - Christ lag in Todesbanden en ré mineur ; Le Christ gisait dans les liens de la mort (Origine inconnue)
- BWV 702 - Das Jesulein soll doch mein Trost (fughetta) en sol mineur ; L'Enfant Jésus est toujours ma consolation (Origine inconnue)
- BWV 705 - Durch Adams Fall ist ganz verderbt en ré mineur ; Après sa chute, Adam est tout corrompu (Origine inconnue)
- BWV 707 - Ich hab' mein' Sach' Gott heimgestellt en la mineur ; (Origine inconnue)
- BWV 708 - Ich hab' mein' Sach' Gott heimgestellt en la mineur ; (Origine inconnue)
- BWV 708a - Ich hab' mein' Sach' Gott heimgestellt en la mineur ; variante (Origine inconnue)
- BWV 713a - Jesu, meine Freude (fantaisie) en ré mineur ; Jésus, ma joie (Origine inconnue)

#### Autres chorals et préludes
- BWV 714 - Ach Gott und Herr en si majeur ; Ah, Dieu et Seigneur
- BWV 715 - Allein Gott in der Hoh sei Ehr en sol majeur ; Gloire à Dieu au plus haut des cieux
- BWV 717 - Allein Gott in der Hoh sei Ehr en sol majeur ; Gloire à Dieu au plus haut des cieux
- BWV 718 - Christ lag in Todes banden en mi mineur ; Le Christ gisait dans les liens de la mort
- BWV 720 - Ein feste Burg ist unser Gott en ré majeur ; Notre Dieu est une solide forteresse
- BWV 721 - Erbarm dich mein, o Herre Gott en ré majeur ; Aie pitié de moi, Seigneur Dieu
- BWV 722 - Gelobet seist du, Jesu Christ en sol majeur ; Loué sois-tu, Jésus-Christ
- BWV 722a - Gelobet seist du, Jesu Christ en la mineur ; Loué sois-tu, Jésus-Christ
- BWV 724 - Gottes Sohn ist kommen en sol majeur ; Le Fils de Dieu est venu
- BWV 725 - Herr Gott, dich loben wir en la mineur ; Seigneur Dieu, nous te louons
- BWV 726 - Herr Jesu Christ, dich zu uns wend en sol majeur ; Seigneur Jésus-Christ, vous venez à nous
- BWV 727 - Herzlich tut mich verlangen en si mineur
- BWV 728 - Jesus, meine Zuversicht en do majeur ; Jésus, ma confiance
- BWV 729 - In dulci jubilo en la majeur ; La douce joie
- BWV 729a - In dulci jubilo en la majeur ; La douce joie - variante
- BWV 730 - Liebster Jesu, wir sind hier en sol majeur ; Cher Jésus, nous sommes ici
- BWV 731 - Liebster Jesu, wir sind hier en sol majeur ; Cher Jésus, nous sommes ici
- BWV 732 - Lobt Gott, ihr Christen, allzugleich en mi majeur
- BWV 733 - Meine Seele erhebt den Herren en ré mineur ; Mon âme exalte le Seigneur ; Fugue d'après le Magnificat
- BWV 734 - Nun freut euch, lieben Christen g'mein en sol majeur ; Maintenant, réjouissez-vous ensemble, chrétiens bien-aimés
- BWV 735 - Valet will ich dir geben en si bémol majeur ; Je veux te donner congé
- BWV 735a - Valet will ich dir geben en si bémol majeur ; Je veux te donner congé - variante
- BWV 736 - Valet will ich dir geben en si ré majeur ; Je veux te donner congé
- BWV 737 - Vater unser im Himmelreich en ré mineur ; Notre Père céleste
- BWV 738 - Von Himmel hoch, da komm' ich her en ré majeur ; Du plus haut des cieux, je viens
- BWV 738a - Von Himmel hoch, da komm' ich her en ré majeur ; Du plus haut des cieux, je viens - variante
- BWV 739 - Wie schoen leuchter der Morgenstern en sol majeur ; Comme elle resplendit, l'étoile du matin !
- BWV 741 - Ach Gott, von Himmel sieh' darein en ré mineur ; Ah Dieu, du ciel penche-toi sur elle
- BWV 753 - Jesu, meine Freude en ré mineur ; Jésus, ma joie - fragments
- BWV 764 - Wie schoen leuchtet der Morgernstern en sol majeur ; Comme elle resplendit, l'étoile du matin ! - fragments
- BWV 957 - Machs mit mir, Gott, nach deiner Güt en sol majeur ; Face à moi, ô Dieu, selon ta bonté - Auparavant classée en fugue pour clavecin
- Les chorals sans numéro des collections Rinck et Rudorff.

##### BWV faussement attribués
- BWV 716 - Fuga super Allein Gott in der Hoeh sei Ehr en sol majeur ; Gloire à Dieu au plus haut des cieux ; (Origine inconnue)
- BWV 719 - Der Tag, der ist so freudenreich en sol majeur ; La journée, qui est si pleine de joie (Origine inconnue)
- BWV 723 - Gelobet seist du, Jesu Christ en sol majeur ; Loué sois-tu, Jésus-Christ (de Johann Michael Bach)
- BWV 740 - Wir glauben all' an einen Gott, Vater en fa majeur ; Nous croyons tous en un seul Dieu, le Père (Origine inconnue)
- BWV 742 - Ach Herr, mich armen Sunder en si mineur ; Ô Seigneur, moi, pauvre pécheur (Origine inconnue)
- BWV 743 - Ach, was ist doch unser Leben en la mineur ; Ô, ce qui est notre vie (Origine inconnue)
- BWV 744 - Auf meinen lieben Gott en la mineur ; Mon Dieu bien-aimé (Peut-être de Johann Ludwig Krebs)
- BWV 745 - Aus der Tiefe rufe ich en mi mineur ; Des profondeurs je pleure (Peut-être de Johann Christoph Bach III)
- BWV 746 - Christ ist erstanden en ré mineur ; Jésus-Christ est ressuscité (Peut-être de Johann Caspar Ferdinand Fischer)
- BWV 747 - Christus, der uns selig macht en sol mineur ; Christ, qui nous rend bienheureux (Origine inconnue)
- BWV 748 - Gott der Vater wohn' uns bei en ré majeur ; Dieu le Père qui est vivant en nous (Peut-être de Johann Gottfried Walther)
- BWV 748a - Gott der Vater wohn' uns bei en ré majeur ; Dieu le Père qui est vivant en nous (Peut-être de Johann Gottfried Walther) - variante
- BWV 749 - Herr Jesu Christ, dich zu uns wend en sol majeur ; Seigneur Jésus-Christ, vous venez à nous (Origine inconnue)
- BWV 750 - Herr Jesu Christ, mein's Lebens Licht en sol majeur ; Seigneur Jésus-Christ, lumière de ma vie (Origine inconnue)
- BWV 751 - In dulci jubilo en sol majeur ; La douce joie (Origine inconnue)
- BWV 752 - Jesu, der du meine Seele en sol majeur ; Jésus, toi qui par ta mort amère (Origine inconnue)
- BWV 754 - Liebster Jesu, wir sind hier en si bémol majeur ; Cher Jésus, nous sommes ici (Origine inconnue)
- BWV 755 - Nun freut euch, lieben Christen en sol majeur ; Réjouissez-vous, chers chrétiens (Origine inconnue)
- BWV 756 - Nun ruhen alle Waelder en sol majeur (Origine inconnue)
- BWV 757 - O herre Gott, din goettlich's Wort en sol majeur ; Ô Seigneur Dieu, ta divine parole (Origine inconnue)
- BWV 758 - O vater, allmaechtiger Gott en sol majeur ; Ô Père, Dieu Tout-Puissant (Origine inconnue)
- BWV 759 - Schmuecke dich, o liebe Seele en fa majeur ; Pare-toi, ô chère âme (de Gottfried August Homilius)
- BWV 760 - Vater unser im Himmelreich en ré mineur ; Notre Père céleste (Peut-être de Georg Böhm)
- BWV 761 - Vater unser im Himmelreich en ré mineur ; Notre Père céleste (Peut-être de Georg Böhm)
- BWV 762 - Vater unser im Himmelreich en ré mineur ; Notre Père céleste (Origine inconnue)
- BWV 763 - Wie schoen leuchtet der Morgenstern en ré majeur ; Comme elle resplendit, l'étoile du matin ! (Origine inconnue)
- BWV 765 - Wir glauben all' an einen Gott en ré mineur ; Nous croyons tous en un seul Dieu (Origine inconnue)

#### Partitas et variations sur des chorals pour orgue
- BWV 766 - Christ, der du bist der helle Tag en fa mineur ; Christ, vous qui êtes la lumière du jour (8 variations)
- BWV 767 - O Gott, du frommer Gott en do mineur ; Ô Dieu, bon Dieu (9 variations)
- BWV 768 - Sei gegrüsset, Jesu gütig en sol mineur ; Je vous salue, Jésus (11 variations)
- BWV 769 - Von Himmel hoch, da komm' ich her en do majeur ; Du plus haut des cieux, je viens (5 variations canoniques)
- BWV 769a - Von Himmel hoch, da komm' ich her en do majeur ; Du plus haut des cieux, je viens (5 variations canoniques) - variante

##### BWV faussement attribués
- BWV 770 - Ach, was soll ich Sünder machen ? en mi mineur ; Ô, que dois-je faire moi pécheur ? (10 variations d'origine inconnue)
- BWV 771 - Allein Gott in der Hoh sei Ehr en sol majeur ; Gloire à Dieu au plus haut des cieux (17 variations peut-être d'Andreas Nikolaus Vetter)

### L'œuvre pour clavecin

#### Inventions à deux voix
- BWV 772 - 1re invention à deux voix en ut majeur
- BWV 772a - 1re invention à deux voix en ut majeur, autre version
- BWV 773 - 2e invention à deux voix en ut mineur
- BWV 774 - 3e invention à deux voix en ré majeur
- BWV 775 - 4e invention à deux voix en ré mineur
- BWV 776 - 5e invention à deux voix en mi bémol majeur
- BWV 777 - 6e invention à deux voix en mi majeur
- BWV 778 - 7e invention à deux voix en mi mineur
- BWV 779 - 8e invention à deux voix en fa majeur
- BWV 780 - 9e invention à deux voix en fa mineur
- BWV 781 - 10e invention à deux voix en sol majeur
- BWV 782 - 11e invention à deux voix en sol mineur
- BWV 783 - 12e invention à deux voix en la majeur
- BWV 784 - 13e invention à deux voix en la mineur
- BWV 785 - 14e invention à deux voix en si bémol majeur
- BWV 786 - 15e invention à deux voix en si mineur

#### Inventions à trois voix (sinfonies)
- BWV 787 - 1re invention à trois voix en ut majeur
- BWV 788 - 2e invention à trois voix en ut mineur
- BWV 789 - 3e invention à trois voix en ré majeur
- BWV 790 - 4e invention à trois voix en ré mineur
- BWV 791 - 5e invention à trois voix en mi bémol majeur
- BWV 792 - 6e invention à trois voix en mi majeur
- BWV 793 - 7e invention à trois voix en mi mineur
- BWV 794 - 8e invention à trois voix en fa majeur
- BWV 795 - 9e invention à trois voix en fa mineur
- BWV 796 - 10e invention à trois voix en sol majeur
- BWV 797 - 11e invention à trois voix en sol mineur
- BWV 798 - 12e invention à trois voix en la majeur
- BWV 799 - 13e invention à trois voix en la mineur
- BWV 800 - 14e invention à trois voix en si bémol majeur
- BWV 801 - 15e invention à trois voix en si mineur

#### Suites anglaises
- BWV 806 - Suite anglaise no 1 en la majeur : Prélude, Allemande, Courante I, Courante II avec deux Doubles, Sarabande, Bourrée I, Bourrée II, Gigue.
- BWV 807 - Suite anglaise no 2 en la mineur : Prélude, Allemande, Courante, Sarabande, Les agréments de la même Sarabande, Bourrée I alternativement, Bourrée II, Gigue.
- BWV 808 - Suite anglaise no 3 en sol mineur : Prélude, Allemande, Courante, Sarabande, Les agréments de la même Sarabande, Gavotte I alternativement, Gavotte II ou la Musette, Gigue.
- BWV 809 - Suite anglaise no 4 en fa majeur : Prélude, Allemande, Courante, Sarabande, Menuet I, Menuet II, Gigue.
- BWV 810 - Suite anglaise no 5 en mi mineur : Prélude, Allemande, Courante, Sarabande, Passepied I en Rondeau, Passepied II, Gigue.
- BWV 811 - Suite anglaise no 6 en ré mineur : Prélude, Allemande, Courante, Sarabande, Double, Gavotte I, Gavotte II, Gigue.

#### Suites françaises
- BWV 812 - Suite française no 1 en ré mineur : Allemande, Courante, Sarabande, Menuet I, Menuet II, Gigue
- BWV 813 - Suite française no 2 en ut mineur : Allemande, Courante, Sarabande, Air, Menuet I, Menuet II, Gigue
- BWV 814 - Suite française no 3 en si mineur : Allemande - Courante - Sarabande - Anglaise (ou Gavotte) - Menuet I - Menuet II - Trio - Gigue
- BWV 815 - Suite française no 4 en mi bémol majeur : Allemande, Courante, Sarabande, Gavotte, Air, Menuet, Gigue
- BWV 816 - Suite française no 5 en sol majeur : Allemande, Courante, Sarabande, Gavotte, Bourrée, Loure, Gigue
- BWV 817 - Suite française no 6 en mi majeur : Allemande, Courante, Sarabande, Gavotte, Polonaise, Menuet, Bourrée, Gigue

#### Autres suites
- BWV 818 - Suite en la mineur : Allemande, Courante, Sarabande simple, Sarabande double, Gigue
- BWV 818a - Suite en la mineur : Prélude, Allemande, Courante, Sarabande, Menuet, Gigue ; seconde version
- BWV 819 - Suite en mi bémol majeur : Allemande, Courante, Sarabande, Bourrée, Menuet I – alternatif Menuet II - Trio
- BWV 819a - Suite en mi bémol majeur ; mouvement alternatif : Allemande
- BWV 820 - Ouverture (suite) en fa majeur : [Prélude], Entrée, Menuet, Trio, Bourrée, Gigue
- BWV 821 - Suite en si bémol majeur : [Praeludium], Allemande, Courante, Sarabande, Echo. Allegro
- BWV 822 - Suite en sol mineur : Ouverture, Aria, Gavotte en rondeau, Menuet I, Menuet II, Menuet – Trio, Gigue
- BWV 823 - Suite en fa mineur : Prélude, Sarabande, Gigue ; reste des fragments

##### BWV faussement attribué
- BWV 824 - Suite en la majeur : Allemande, Courante, Gigue ; reste des fragments (composée par Georg Philipp Telemann, TWV32:14)

#### Partitas ou suites «allemandes»
- BWV 825 - Partita no 1 en si bémol majeur : Praeludium, Allemande, Courante, Sarabande, Menuet I & II, Gigue
- BWV 826 - Partita no 2 en ut mineur : Sinfonia, Allemande, Courante, Sarabande, Rondeaux, Capriccio
- BWV 827 - Partita no 3 en la mineur : Fantasia, Allemande, Courante, Sarabande, Burlesca, Scherzo, Gigue
- BWV 828 - Partita no 4 en ré majeur : Ouverture, Allemande, Courante, Aria, Sarabande, Menuet, Gigue
- BWV 829 - Partita no 5 en sol majeur : Praeambulum, Allemande, Courante, Sarabande, Tempo di Minuetta, Passepied, Gigue
- BWV 830 - Partita no 6 en mi mineur : Toccata, Allemande, Courante, Air, Sarabande, Tempo di Gavotta, Gigue

#### Pièces diverses
- BWV 831 - Ouverture dans le style français en si mineur : Ouverture, Courante, Gavottes I & II, Passepied I & II, Sarabande, Bourrées I & II, Gigue, Echo
- BWV 841 - Menuet en sol majeur no 1 ; extrait de : Klavierbuchlein fur Wilhelm Friedemann Bach
- BWV 842 - Menuet en sol mineur no 2 ; extrait de : Klavierbuchlein fur Wilhelm Friedemann Bach
- BWV 843 - Menuet en sol majeur no 3 ; extrait de : Klavierbuchlein fur Wilhelm Friedemann Bach

##### BWV faussement attribués
- BWV 832 - Partita en la majeur : Allemande, Air pour les trompettes, Sarabande, Bourrée, Gigue (attribuée à Georg Philipp Telemann TWV32:18)
- BWV 833 - Prélude et partita en fa majeur : Praeludium, Andante, Allemande, Courante, Sarabande & Double - Allegro, Air - Allegro, (attribuée à Bernardo Pasquini)
- BWV 834 - Allemande en do mineur (origine inconnue)
- BWV 835 - Allemande en la mineur (attribuée à Johann Philipp Kirnberger)
- BWV 836 - Allemande en sol mineur ; (attribué à Wilhelm Friedemann Bach)
- BWV 837 - Allemande en sol mineur (fragment) ; (attribué à Wilhelm Friedemann Bach)
- BWV 838 - Allemande et courante en la majeur (attribué à Christoph Graupner)
- BWV 839 - Sarabande en sol mineur ; extrait de : Notenbuch der Zeumerin (origine inconnue)
- BWV 840 - Courante en sol majeur ; extrait de : Notenbuch der Zeumerin (attribuée à Georg Philipp Telemann)
- BWV 844 - Scherzo en ré mineur (peut-être de Wilhelm Friedemann Bach)
- BWV 844a - Scherzoen mi mineur ; variante de BWV 844 (attribué à Wilhelm Friedemann Bach)
- BWV 845 - Gigue en fa mineur (origine inconnue)

#### Le Clavier bien tempéré

##### 1erlivre
- BWV 846 - 1er prélude et fugue en do majeur
- BWV 847 - 2e prélude et fugue en do mineur
- BWV 848 - 3e prélude et fugue en do dièse majeur
- BWV 849 - 4e prélude et fugue en do dièse mineur
- BWV 850 - 5e prélude et fugue en ré majeur
- BWV 851 - 6e prélude et fugue en ré mineur
- BWV 852 - 7e prélude et fugue en mi bémol majeur
- BWV 853 - 8e prélude et fugue en mi bémol mineur (Fugue en ré dièse mineur)
- BWV 854 - 9e prélude et fugue en mi majeur
- BWV 855 - 10e prélude et fugue en mi mineur
- BWV 856 - 11e prélude et fugue en fa majeur
- BWV 857 - 12e prélude et fugue en fa mineur
- BWV 858 - 13e prélude et fugue en fa dièse majeur
- BWV 859 - 14e prélude et fugue en fa dièse mineur
- BWV 860 - 15e prélude et fugue en sol majeur
- BWV 861 - 16e prélude et fugue en sol mineur
- BWV 862 - 17e prélude et fugue en la bémol majeur
- BWV 863 - 18e prélude et fugue en sol dièse mineur
- BWV 864 - 19e prélude et fugue en la majeur
- BWV 865 - 20e prélude et fugue en la mineur
- BWV 866 - 21e prélude et fugue en si bémol majeur
- BWV 867 - 22e prélude et fugue en si bémol mineur
- BWV 868 - 23e prélude et fugue en si majeur
- BWV 869 - 24e prélude et fugue en si mineur
  - BWV 846a - Prélude en do majeur - variante de BWV 846
  - BWV 855a - Prélude en mi mineur - variante de BWV 855

##### 2elivre
- BWV 870 - 1er prélude et fugue en do majeur
- BWV 871 - 2e prélude et fugue en do mineur
- BWV 872 - 3e prélude et fugue en do dièse majeur
- BWV 873 - 4e prélude et fugue en do dièse mineur
- BWV 874 - 5e prélude et fugue en ré majeur
- BWV 875 - 6e prélude et fugue en ré mineur
- BWV 876 - 7e prélude et fugue en mi bémol majeur
- BWV 877 - 8e prélude et fugue en ré dièse mineur
- BWV 878 - 9e prélude et fugue en mi majeur
- BWV 879 - 10e prélude et fugue en mi mineur
- BWV 880 - 11e prélude et fugue en fa majeur
- BWV 881 - 12e prélude et fugue en fa mineur
- BWV 882 - 13e prélude et fugue en fa dièse majeur
- BWV 883 - 14e prélude et fugue en fa dièse mineur
- BWV 884 - 15e prélude et fugue en sol majeur (Reprise dans la Fugue BWV 902)
- BWV 885 - 16e prélude et fugue en sol mineur
- BWV 886 - 17e prélude et fugue en la bémol majeur (Fugue reprise dans BWV 901)
- BWV 887 - 18e prélude et fugue en sol dièse mineur
- BWV 888 - 19e prélude et fugue en la majeur
- BWV 889 - 20e prélude et fugue en la mineur
- BWV 890 - 21e prélude et fugue en si bémol majeur
- BWV 891 - 22e prélude et fugue en si bémol mineur
- BWV 892 - 23e prélude et fugue en si majeur
- BWV 893 - 24e prélude et fugue en si mineur
  - BWV 870a - Prélude et fugue en do majeur - variante de BWV 870
  - BWV 870b - Prélude en do majeur - variante de BWV 870
  - BWV 872a - Prélude et fugue en do dièse majeur - variante de BWV 872
  - BWV 875a - Prélude en ré mineur - variante de BWV 875

#### Préludes et fugues pour clavier
- BWV 894 - Prélude et fugue en la mineur. Pièces transformées en triple concerto pour clavecin, flûte traversière et violon, BWV 1044.
- BWV 896 - Prélude et fugue en la majeur
- BWV 900 - Prélude et fughetta en mi mineur
- BWV 901 - Prélude et fughetta en fa majeur
- BWV 902 - Prélude et fughetta en sol majeur
- BWV 902a - Prélude et fughetta en sol majeur

##### BWV faussement attribués
- BWV 895 - Prélude et fugue en la mineur (origine inconnue)
- BWV 897 - Prélude et fugue en la mineur (prélude attribué à Cornelius Heinrich Dretzel, fugue d'origine )
- BWV 898 - Prélude et fugue en si-bémol majeur sur le nom de BACH (origine inconnue)
- BWV 899 - Prélude et fughetta en ré mineur (origine inconnue)

#### Fantaisies et fugues pour clavier
- BWV 903 - Fantaisie chromatique et fugue en ré mineur
- BWV 903a - Fantaisie en ré mineur - variante de BWV 903
- BWV 904 - Fantaisie et fugue en la mineur
- BWV 906 - Fantaisie et fugue en do mineur

##### BWV faussement attribués
- BWV 905 - Fantaisie et fugue en ré mineur (origine inconnue)
- BWV 907 - Fantaisie et fughetta en si bémol majeur (attribué à Gottfried Kirchhoff)
- BWV 908 - Fantaisie et fughetta en ré majeur (attribué à Gottfried Kirchhoff)
- BWV 909 - Concerto et fugue en do mineur (origine inconnue)

#### Toccatas, fantaisies et préludes pour clavier
- BWV 910 - Toccata en fa dièse mineur
- BWV 911 - Toccata en do mineur
- BWV 912 - Toccata en ré majeur
- BWV 912a - Variations en ré majeur sur un mouvement de la Toccata BWV 912
- BWV 913 - Toccata en ré mineur
- BWV 914 - Toccata en mi mineur
- BWV 915 - Toccata en sol mineur
- BWV 916 - Toccata en sol majeur

##### BWV faussement attribués
- BWV 917 - Fantaisie en sol mineur (auteur inconnu)
- BWV 918 - Fantaisie sur un Rondo en do mineur (auteur inconnu)
- BWV 919 - Fantaisie en do mineur (attribuée à Johann Bernhard Bach)
- BWV 920 - Fantaisie en sol mineur (auteur inconnu)
- BWV 921 - Prélude en do mineur (auteur inconnu)
- BWV 922 - Prélude en la mineur (auteur inconnu)
- BWV 923 - Prélude en si mineur (peut-être composé par Wilhelm Hieronymus Pachelbel)
- BWV 923a - Prélude en la mineur (peut-être composé par Wilhelm Hieronymus Pachelbel) - variante de BWV 932

#### Petits préludes pour Wilhelm Friedemann Bach
- BWV 924 - Prélude en do majeur
- BWV 926 - Prélude en ré mineur
- BWV 927 - Prélude en fa majeur
- BWV 928 - Prélude en fa majeur
- BWV 929 - Trio en sol mineur
- BWV 930 - Prélude en sol mineur

##### BWV faussement attribués
- BWV 924a - Prélude en do majeur - (peut-être composé par Wilhelm Friedemann Bach) - variante de BWV 924
- BWV 925 - Prélude en ré majeur - (peut-être composé par Wilhelm Friedemann Bach)
- BWV 931 - Prélude en la mineur - (peut-être composé par Wilhelm Friedemann Bach)
- BWV 932 - Prélude en mi mineur - (peut-être composé par Wilhelm Friedemann Bach)

#### Petits préludes pour clavier
- BWV 933 - Petit prélude en do majeur
- BWV 934 - Petit prélude en do mineurPrélude BWV 934
- BWV 935 - Petit prélude en ré mineur
- BWV 936 - Petit prélude en ré majeur
- BWV 937 - Petit prélude en mi majeur
- BWV 938 - Petit prélude en mi mineur
- BWV 939 - Prélude en do majeurPrélude BWV 939
- BWV 940 - Prélude en ré mineur
- BWV 941 - Prélude en mi mineur
- BWV 942 - Prélude en la mineur - (paternité douteuse)
- BWV 943 - Prélude en do majeur

#### Fugues pour clavier
- BWV 944 - Fugue en la mineur - Variante du prélude et fugue BWV 543
- BWV 946 - Fugue en do majeur (sur un thème de la sonate en trio op. 1 de Tomaso Albinoni)
- BWV 950 - Fugue en la majeur (sur un thème de la sonate en trio op. 1 de Tomaso Albinoni)
- BWV 951 - Fugue en si mineur (sur un thème de la sonate en trio op. 1 de Tomaso Albinoni)
- BWV 951a - Fugue en si mineur (variante de BWV 951)
- BWV 953 - Fugue en do majeur
- BWV 954 - Fugue en si bémol majeur (basé sur l'allegro de la sonate no 6 Hortus musicus de Johann Adam Reinken)
- BWV 955 - Fugue en si bémol majeur (basée sur une fugue de Johann Christoph Ersilius)
- BWV 959 - Fugue en la mineur

##### BWV faussement attribués
- BWV 945 - Fugue en mi mineur - (peut-être de Christoph Graupner)
- BWV 947 - Fugue en la mineur - (auteur inconnu)
- BWV 948 - Fugue en ré mineur - (auteur inconnu)
- BWV 949 - Fugue en la majeur - (auteur inconnu)
- BWV 952 - Fugue en do majeur - (auteur inconnu)
- BWV 956 - Fugue en mi mineur - (auteur inconnu)
- BWV 958 - Fugue en la mineur - (auteur inconnu)
- BWV 960 - Fugue en mi mineur (incomplète) - (auteur inconnu)
- BWV 961 - Fugue en do mineur - (auteur inconnu)
- BWV 962 - Fugue en mi mineur - (attribuée à Johann Georg Albrechtsberger)

#### Sonates et divers pour clavier
- BWV 963 - Sonate en ré majeur
- BWV 965 - Sonate en la mineur (basé sur la sonate no 1 « Hortus musicus » de Johann Adam Reinken)
- BWV 966 - Sonate en do majeur (basé sur la sonate no 3 « Hortus musicus » de Johann Adam Reinken)
- BWV 967 - Sonate en la mineur - Adaptation pour clavier d'une sonate anonyme pour instrument et clavecin - (1 mouvement)

##### BWV faussement attribués
- BWV 964 - Sonate en ré mineur - Arrangement de la Sonate en la mineur pour violon, BWV 1003 (peut-être composée par Johann Gottfried Müthel)
- BWV 968 - Adagio en sol majeur - Adaptation du 1er mouvement de la 3e sonate pour violon, BWV1005 (peut-être composé par Wilhelm Friedemann Bach)
- BWV 969 - Andante en sol mineur - (auteur inconnu)
- BWV 970 - Presto en ré mineur - (composé par Wilhelm Friedemann Bach)

#### Concertos pour clavecin solo
- BWV 971 - Concerto italien en fa majeur
- 16 concertos pour clavecin solo d'après divers compositeurs

#### Œuvres diverses pour clavier
- BWV 988 - Variations Goldberg
- BWV 989 - Air varié à la manière italienne en la mineur -1 aria et 10 variations
- BWV 991 - Air avec variations en do mineur - fragments
- BWV 992 - Capriccio sur le départ de son frère bien-aimé en si bémol majeur
- BWV 993 - Capriccio en l'honneur de Johann Christoph Bach III en mi majeur
- BWV 994 - Applicatio en do majeur

##### BWV faussement attribué
- BWV 990 - Sarabande avec partita en do majeur - (auteur inconnu)

### Musique de chambre

#### Œuvres pour luth seul
- BWV 995 - Suite pour luth en sol mineur - Adaptation de la suite no 5 pour violoncelle, BWV 1011
- BWV 996 - Suite pour luth en mi mineur
- BWV 997 - Suite pour luth en do mineur
- BWV 998 - Prélude, fugue et allegro pour luth en mi bémol majeur
- BWV 999 - Prélude pour luth en do mineur
- BWV 1000 - Fugue pour luth en sol mineur - Adaptation du 2e mouvement de sonate pour violon, BWV 1001
- BWV 1006a - Suite pour luth en mi majeur - Transcription pour luth de la partita BWV 1006

#### Partita pour flûte traversière seule
- BWV 1013 - Partita pour flûte traversière seule en la mineur.

#### Œuvres pour violon et clavier/continuo
- BWV 1014 - Sonate en si mineur, pour violon et clavier
- BWV 1015 - Sonate en la majeur, pour violon et clavier
- BWV 1016 - Sonate en mi majeur, pour violon et clavier
- BWV 1017 - Sonate en do mineur, pour violon et clavier
- BWV 1018 - Sonate en fa mineur, pour violon et clavier
- BWV 1018a - Adagio en fa mineur, pour violon et clavier - Variante de l'adagio de la sonate BWV 1018
- BWV 1019 - Sonate en sol majeur, pour violon et clavier
- BWV 1019a - Allegro et Adagio en sol majeur, pour violon et clavier - Variante de l'allegro et de l'adagio de la sonate BWV 1019
- BWV 1021 - Sonate en sol majeur, pour violon et continuo
- BWV 1023 - Sonate en mi mineur, pour violon et continuo

##### BWV faussement attribués
- BWV 1020 - Sonate en sol mineur, pour violon (ou flûte traversière) et clavier - (composée par Carl Philipp Emanuel Bach)
- BWV 1022 - Sonate en fa majeur, pour violon et clavier - (peut-être composée par Carl Philipp Emanuel Bach)
- BWV 1024 - Sonate en do mineur, pour violon et continuo - (auteur inconnu)
- BWV 1025 - Sonate en la majeur, pour violon et clavier - (peut-être composée par Carl Philipp Emanuel Bach)
- BWV 1026 - Fugue en sol mineur, pour violon et continuo - (auteur inconnu)

#### Sonates pour viole de gambe et clavier
- BWV 1027 - Sonate no 1 en sol majeur pour viole de gambe et clavecin - Adaptation de BWV 1039
- BWV 1028 - Sonate no 2 en ré majeur pour viole de gambe et clavecin
- BWV 1029 - Sonate no 3 en sol mineur pour viole de gambe et clavecin

#### Sonates pour flûte traversière et clavier/continuo
- BWV 1030 - Sonate pour flûte traversière et clavecin en si mineur
- BWV 1030a - Sonate en sol mineur pour clavecin et instrument inconnu (hautbois/viole de gambe)
- BWV 1032 - Sonate pour flûte traversière et clavecin en la majeur
- BWV 1034 - Sonate pour flûte traversière et continuo en mi mineur
- BWV 1035 - Sonate pour flûte traversière et continuo en mi majeur

##### BWV faussement attribué
- BWV 1031 - Sonate en mi bémol majeur pour flûte traversière et clavecin - (peut-être composée par Carl Philipp Emanuel Bach)
- BWV 1033 - Sonate en do majeur pour flûte traversière et continuo - (peut-être composée par Carl Philipp Emanuel Bach)

#### Sonates en trio
- BWV 1039 - Sonate en sol majeur pour 2 flûtes traversières et continuo (cf. BWV 1027)
- BWV 1040 - Sonate canonique en fa majeur pour violon, hautbois et continuo - (basé sur l'air de soprano de la cantate BWV 208 et réutilisé dans la BWV 68)

##### BWV faussement attribué
- BWV 1036 - Sonate pour 2 violons et continuo en ré mineur - (composé par Carl Philipp Emanuel Bach)
- BWV 1037 - Sonate pour 2 violons et continuo en do majeur (composée par Johann Gottlieb Goldberg)
- BWV 1038 - Sonate pour flûte traversière, violon et continuo en sol majeur - (peut-être composée par Carl Philipp Emanuel Bach)

### Les œuvres orchestrales

#### Les suites pour orchestre
- BWV 1066 - 1re suite pour orchestre en do majeur
- BWV 1067 - 2e suite pour orchestre en si mineur
- BWV 1068 - 3e suite pour orchestre en ré majeur (dont 2e mouvement Air)
- BWV 1069 - 4e suite pour orchestre en ré majeur
- BWV 1071 - Sinfonia en fa majeur - ce BWV n'est plus utilisé, c'est désormais le BWV 1046a : voir Concertos brandebourgeois

##### BWV faussement attribué
- BWV 1070 - Suite pour orchestre en sol mineur (peut-être composée par Wilhelm Friedemann Bach)

## Les œuvres dites «théoriques»

### Canons
- BWV 1072 - Canon trias harmonica à 8 voix en do majeur
- BWV 1073 - Canon à 4 voix perpetuus en la mineur - probablement pour Philipp David Kräuter
- BWV 1074 - Canon à 4 voix en ré mineur - pour Ludwig Friedrich Hudemann
- BWV 1075 - Canon à 2 voix perpetuus en do majeur - probablement pour Johann Gottfried Walther le jeune
- BWV 1076 - Canon triplex à 6 voix en sol majeur (c'est lui que Bach tient à la main droite dans le portrait dû à Elias Gottlob Haussmann)
- BWV 1077 - Canone à 3 voix doppio sopr'il soggetto en sol majeur - pour Johann Gottfried Fulde
- BWV 1078 - Canon super fa mi à 7 post tempus misicum en fa majeur - probablement pour Benjamin Gottlieb Faber
- BWV 1086 - Canon concordia discors en do majeur - pour Johann Gottfried Müthel
- BWV 1087 - Canon Verschiedene Canones en sol majeur - 14 canons sur les 8 premières notes de la basse des Variations Goldberg BWV 988

### L'Offrande musicale
- BWV 1079 - L'Offrande musicale en do mineur pour flûte traversière, violon, clavecin et continuo (dédiée à Frédéric II de Prusse le 7 juillet 1747).

### L'art de la fugue
- BWV 1080 - L'Art de la fugue en ré mineur

### Œuvres vocales
- BWV 1081 - Credo in unum Deum en fa majeur ; Je crois en un seul Dieu - Intonation pour une messe de Giovanni Battista Bassani
- BWV 1082 - Suscepit Israel puerum suum en do majeur ; reprise d'un magnificat d'Antonio Caldara en ajoutant des pièces pour deux violons
- BWV 1083 - Tilge, Höchster, meine Sünden en fa mineur ; motet, parodie du Stabat mater de Giovanni Battista Pergolesi
- BWV 1084 - O hilf, Christe, Gottes Sohn ; Ô aide-nous, Christ, Fils de Dieu - choral en sol mineur, pour chœur
- BWV 1085 - O Lamm Gottes, unschuldig ; Agneau de Dieu, innocent - choral en fa majeur, pour orgue
- BWV 1088 - So heb ich denn mein Auge sehnlich ; Ainsi je lève mes yeux plein de désirs - air en sol mineur tiré d'une Passion de Carl Heinrich Graun
- BWV 1089 - Da Jesus an dem Kreutze stund ; Comme Jésus se tenait sur la croix - choral en la mineur, pour chœur

### Chorals Neumeister
Au début de 1984, les musicologues Christoph Wolff et Hans-Joachim Schulze découvrent à la bibliothèque de l'Université de Yale (New Haven, Connecticut) 82 œuvres pour orgue ; 38 sont des chorals de Bach mais 7 d'entre eux étaient déjà connus. Ils ont été copiés par Johann Gottfried Neumeister, un organiste, vers 1790. Ils datent vraisemblablement de sa période d'Arnstadt (1703-1707)
- BWV 1090 - Wir Christenleut en sol mineur
- BWV 1091 - Das alte Jahr vergangen ist en la mineur ; L'année est maintenant écoulée
- BWV 1092 - Herr Gott, nun schleuß den Himmel auf en la mineur
- BWV 1093 - Herzliebster Jesu, was hast du verbrochen en sol mineur ; Jésus adoré, qu'as-tu fait de mal ?
- BWV 1094 - O Jesu, wie ist dein Gestalt en ré mineur ; Ô Jésus, dans quel état es-tu ?
- BWV 1095 - O Lamm Gottes unschuldig en fa majeur ; Agneau innocent de Dieu
- BWV 1096 - Christe, der du bist Tag und Licht (ou Wir danken dir, Herr Jesu Christ) en la mineur ; Christ, qui es la lumière et le jour (ou Nous te remercions, Seigneur Jésus-Christ)
- BWV 1097 - Ehre sei dir, Christe, der du leidest Not en ré majeur ; Gloire à toi, ô Christ, toi qui souffre
- BWV 1098 - Wir glauben all an einen Gott en ré mineur ; Nous croyons tous en un seul Dieu
- BWV 1099 - Aus tiefer Not schrei ich zu dir en sol majeur ; Des profondeurs je crie vers toi
- BWV 1100 - Allein zu dir, Herr Jesu Christ en do majeur ; Seulement à toi, Seigneur Jésus-Christ
- BWV 1101 - Durch Adams Fall ist ganz verderbt en sol mineur ; Par la faute d'Adam est tout corrompu
- BWV 1102 - Du Friedefürst, Herr Jesu Christ en si bémol majeur ; Vous Prince de la paix, Seigneur Jésus-Christ
- BWV 1103 - Erhalt uns, Herr, bei deinem Wort en ré mineur ; Seigneur, nous recevons ta parole
- BWV 1104 - Wenn dich Unglück tut greifen an en mi mineur ; Si vous avez le malheur de tomber
- BWV 1105 - Jesu, meine Freude en ré mineur ; Jésus, ma joie
- BWV 1106 - Gott ist mein Heil, mein Hilf und Trost en sol majeur ; Dieu est mon salut, mon aide et consolation
- BWV 1107 - Jesu, meines Lebens Leben en sol majeur ; Jésus, ma joie de vie
- BWV 1108 - Als Jesus Christus in der Nacht en sol majeur ; Quand Jésus-Christ dans la nuit
- BWV 1109 - Ach Gott, tu dich erbarmen e la mineur ; Oh Dieu, aie pitié de moi
- BWV 1110 - O Herre Gott, dein göttlich Wort en fa majeur ; Ô Seigneur Dieu, ta parole divine
- BWV 1111 - Nun lasset uns den Leib begrab'n en sol majeur ; Maintenant, laissez-nous enterrer le corps
- BWV 1112 - Christus, der ist mein Leben en fa majeur ; Christ, qui est ma vie
- BWV 1113 - Ich hab mein Sach Gott heimgestellt en si mineur ; J'ai eu ma maison, la maison de Dieu
- BWV 1114 - Herr Jesu Christ, du höchstes Gut en fa mineur ; Seigneur Jésus-Christ, vous le plus grand
- BWV 1115 - Herzlich lieb hab ich dich, o Herr en do majeur ; Très cher Seigneur, je t'aime
- BWV 1116 - Was Gott tut, das ist wohlgetan en sol majeur ; Ce que Dieu fait est bien fait!
- BWV 1117 - Alle Menschen müssen sterben en si bémol majeur ; Tous les hommes doivent mourir
- BWV 1118 - Werde munter, mein Gemüte en ré majeur
- BWV 1119 - Wie nach einer Wasserquelle en la mineur ; En ce qui concerne une source d'eau
- BWV 1120 - Christ, der du bist der helle Tag en mi mineur ; Christ, vous qui êtes le jour lumineux

### Œuvres récemment découvertes
- BWV 1121 - Fantasie en do mineur, pour orgue - C'est l'ancien BWV Anh. 205
- BWV 1122 - Denket doch, Ihr Menschenkinder ; ce choral nous est parvenu par une copie d’un élève de Bach, Johann Ludwig Dietel ; texte de Johann Hübner
- BWV 1123 - Wo Gott zum Haus nicht gibt sein Gut ; ce choral nous est parvenu par une copie d’un élève de Bach, Johann Ludwig Dietel ; texte de Johann Kolrose, 1535
- BWV 1124 - Ich ruf zu Dir, Herr Jesu Christ ; Je t'appelle, Seigneur Jésus-Christ ; ce choral nous est parvenu par une copie d’un élève de Bach, Johann Ludwig Dietel ; texte de Johann Agricola, 1529/1531
- BWV 1125 - O Gott, du frommer Gott ; Ô Dieu, bon Dieu ; ce choral nous est parvenu par une copie d’un élève de Bach, Johann Ludwig Dietel ; texte de Johann Heermann, 1630
- BWV 1126 - Lobet Gott, unsern Herrn ; Louange à Dieu, notre Seigneur ; choral
- BWV 1127 - Alles mit Gott und nichts ohn' ihn ; Tout avec Dieu et rien sans lui ; texte de Johann Anton Mylius ; aria de cantate découverte en juin 2005 entre les pages d'un livre de la Bibliothèque Anna Amalia de Weimar par Michael Maul (Voir liste des cantates de Jean-Sébastien Bach)
- BWV 1128 - Wo Gott, der Herr, nicht bei uns hält ; Si Dieu, le Seigneur, ne se tient pas à mes côtés. Anciennement BWV Anh. 71 ; fantaisie sur un choral en sol mineur, pour orgue découverte en mars 2008 à la bibliothèque de l'université de Halle par Stephan Blaut et Michael Pacholke.

## Les œuvres perdues, fragmentaires, d’authenticité douteuse ou apocryphes
Ce sont les numéros BWV Anh. (BWV Anhang : appendice BWV)

### Compositions attribuées à Bach
Concernant ces œuvres, la paternité du Cantor semble acquise.
- BWV Anh. 2 - Cantate dont la musique et le texte sont perdus, seul reste un fragment en si bémol majeur
- BWV Anh. 3 - Gott, gib dein Gerichte dem Könige ; Dieu, donne ton pouvoir au roi ; cantate à la musique perdue pour l'élection d'un conseil municipal en 1730
- BWV Anh. 4a - Wünschet Jerusalem Gluck ; Appelez la paix sur Jérusalem ; cantate à la musique perdue pour l'élection d'un conseil municipal en 1726 ou 1728
- BWV Anh. 4b - Wünschet Jerusalem Gluck ; Appelez la paix sur Jérusalem ; cantate à la musique perdue vue par Philipp Spitta comme une parodie de BWV Anh. 4a, théorie réfutée ensuite par Alfred Dürr
- BWV Anh. 5 - Lobet den Herrn, alle seine Heerscharen ; Louez le Seigneur, vous, toutes ses troupes ; cantate pour l'anniversaire du prince Léopold d'Anhalt-Köthen (1718) ; musique perdue
- BWV Anh. 6 - Dich loben die lieblichen Strahlen der Sonne ; les aimables rayons du soleil te louent ; cantate pour des vœux de bonheur à la maison d'Anhalt-Cothen (1720) ; musique perdue
- BWV Anh. 7 - Heut ist gewiss ein guter Tag ; Aujourd'hui est assurément un beau jour ; cantate pour l'anniversaire du prince Léopold d'Anhalt-Köthen (1720) ; musique perdue
- BWV Anh. 8 - Cantate pour des vœux de bonheur à la maison d'Anhalt-Cothen à l'occasion du nouvel an (1723) ; musique et texte perdus. Cette cantate pourrait se confondre avec la BWV 184a.
- BWV Anh. 9 - Entfernet euch, ihr heitern Sterne ; Éloignez-vous, belles étoiles ! ; cantate pour l'anniversaire du prince électeur Frédéric-Auguste de Saxe dit « le Fort » (1727) ; musique perdue
- BWV Anh. 10 - So kämpfet nun, ihr muntern Töne ; Combattez donc, accents joyeux ; cantate pour l'anniversaire du comte Joachim Friedrich von Flemming (1731) ; musique perdue
- BWV Anh. 11 - Es lebe der König, der Vater im Lande ; Vive le roi, le père de son pays ; cantate pour la fête patronymique du prince électeur Frédéric-Auguste de Saxe dit « le Fort » (1727) ; il ne reste que deux arias
- BWV Anh. 12 - Frohes Volk, vergnügte Sachsen ; Cantate pour la fête patronymique du prince électeur Auguste III de Pologne (1733) ; musique perdue
- BWV Anh. 13 - Willkommen, ihr herrschenden Götter der Erden ; Bienvenue à vous, dieux régnant sur la terre ; cantate célébrant la venue à Leipzig de Marie-Amélie de Saxe, fille de Auguste III de Pologne et de son fiancé Charles III, futur roi d'Espagne ; musique perdue
- BWV Anh. 14 - Sein Segen fliesst daher wie ein Strom ; Que la bénédiction vienne comme les flots d'un fleuve ; cantate pour le mariage de Christoph Friedrich Lösner et Johanna Elisabeth Scherling (1725) ; musique perdue
- BWV Anh. 15 - Siehe, der Hüter Israel ; Vois, Israël est ton gardien ; cantate pour la cérémonie de remise du doctorat d'un étudiant (1724) ; musique perdue
- BWV Anh. 16 - Schliesst die Grudt! ; Fermez le tombeau ; cantate funèbre pour la duchesse de Mersebourg ; musique perdue
- BWV Anh. 17 - Mein Gott, nimm die gerechte Seele ; Mon Dieu, accepte l'esprit juste ; cantate funèbre ; musique perdue
- BWV Anh. 18 - Froher Tag, verlangte Stunden ; Jour joyeux, heures désirées ; cantate pour la rénovation de l'école St Thomas (1732) ; musique perdue
- BWV Anh. 19 - Thomana sass annoch betrubt ; Saint-Thomas se trouvait encore dans l'affliction ; cantate pour l'installation de Johann August Ernesti, nouveau recteur de l'école St-Thomas (1734) ; musique perdue
- BWV Anh. 20 - Lateinische Ode ; Ode latine : cantate pour l'anniversaire du duc Frédéric II de Saxe-Gotha (1723) ; musique et texte perdus
- BWV Anh. 58 - Jesu, meine Freude ; Jésus, ma joie ; choral en sol mineur, pour orgue
- BWV Anh. 59 - Jesu, meine Freude ; Jésus, ma joie ; choral en ré mineur, pour orgue
- BWV Anh. 159 - Ich lasse dich nicht, du segnest mich denn ; Je ne te laisserais partir que si tu me bénis ; Motet en do mineur
- BWV Anh. 190 - Ich bin ein Pilgrim auf der Welt ; Je suis un pèlerin sur la terre ; cantate donnée le 18 avril 1729 ; Musique perdue
- BWV Anh. 191 - Leb ich, oder leb ich nicht ; cantate à la musique perdue
- BWV Anh. 192 - Ratswechselkantate Mühlhausen ; cantate pour le Conseil municipal de Mühlhausen donnée à l'église Sainte-Marie le 7 février 1709 ; musique et texte perdus
- BWV Anh. 193 - Herrscher des Himmels, König der Ehren ; Seigneur du ciel, roi des honneurs ; cantate donnée à l'église Saint-Nicolas de Leipzig le 29 août 1740 ; musique perdue
- BWV Anh. 194 - Geburtstag, Zerbster Fuersten Johann August ; cantate pour l'anniversaire de Johann August, prince de Zerbst ; musique et texte perdus
- BWV Anh. 195 - Murmelt nur, ihr heitren Baeche ; Seuls les murmures des gais torrents ; cantate à la musique et texte perdus
- BWV Anh. 196 - Auf, süß entzückende Gewalt ; Allons, ravissant pouvoir ; cantate donnée à Leipzig le 27 novembre 1725 ; musique perdue
- BWV Anh. 197 - Ihr wallenden Wolken ; Vos nuages gonflés ; cantate à la musique et texte perdus
- BWV Anh. 198 - Mouvement d'ouverture en ré majeur d'une cantate
- BWV Anh. 199 - Siehe eine Jungfrau ist schwanger ; Regardez la Vierge enceinte ; cantate à la musique perdue
- BWV Anh. 200 - O Traurigkeit, o Herzeleid ; Ô Tristesse, ô Cœur désolé ; prélude de choral
- BWV Anh. 205 - Cette Fantaisie pour orgue en do mineur est maintenant le BWV 1121 car la paternité du Kantor a été reconnue
- BWV Anh. 209 - Liebster Gott, vergißt du mich ; Très cher Dieu, vous m'oubliez ; cantate dont la musique est perdue
- BWV Anh. 210 - Wo sind meine Wunderwerke ; Où sont mes miracles ? ; cantate dont la musique et le texte sont perdus
- BWV Anh. 211 - Der Herr ist freundlich dem, der auf ihn harret ; Le Seigneur est bon pour ceux qui croient en lui ; cantate dont la musique et le texte sont perdus
- BWV Anh. 212 - Vergnuegte Flammen, verdoppelt die Macht ; cantate dont la musique et le texte sont perdus
- BWV Anh. 213 - Concerto pour orgue en fa majeur ; musique perdue

### Compositions apocryphes
L'attribution à d'autres compositeurs semble faire l'objet d'un large consensus parmi les musicologues, même si Bach a pu opérer une légère intervention sur quelques parties. Cette section est volumineuse car on a beaucoup prêté à Bach, la rançon du génie.
- BWV Anh. 1 - Gesegnet ist die Zuversicht ; Heureux de la confiance ; cantate à la musique perdue pour 7e dimanche après la Trinité attribuée à Georg Philipp Telemann
- BWV Anh. 21 - Petit Magnificat en la mineur pour soprano solo, flûte, violon et orgue, considéré comme perdu et attribué à Melchior Hoffmann, jusqu'en 1982 ;
- BWV Anh. 22 - Concerto pour hautbois, cordes et basse continu en si bémol majeur ; probablement de Christoph Föerster ; musique perdue, excepté pour le thème
- BWV Anh. 23 - Concerto pour cordes en mi mineur ; reste seulement la partition de continuo, attribué à Tomaso Albinoni
- BWV Anh. 24 - Kyrie d'une messe en la mineur attribuée à Johann Christoph Pez
- BWV Anh. 25 - Messe en do majeur attribuée à Johann Ludwig Bach mais copiée et jouée par Bach
- BWV Anh. 26 - Messe en do majeur attribuée à Francesco Durante mais copiée et avec un Kyrie et un Gloria très légèrement retravaillée par Bach en 1727
- BWV Anh. 27 - Sanctus en fa majeur attribué à Johann Ludwig Krebs
- BWV Anh. 30 - Magnificat en do majeur attribué à Antonio Lotti
- BWV Anh. 43 - Fugue en si mineur, pour orgue attribuée à Carl Philipp Emanuel Bach
- BWV Anh. 44 - Fugue en sol majeur, pour orgue attribuée à Johann Peter Kellner ou Johann Christoph Kellner
- BWV Anh. 45 - Fugue en si bémol majeur sur le nom de B.A.C.H, pour orgue attribuée Justin Heinrich Knecht
- BWV Anh. 46 - Trio en do mineur, pour orgue attribuée Johann Tobias Krebs
- BWV Anh. 47 - Ach Herr, mich armen Sünder ; Ô Seigneur, pauvre pécheur que je suis ; choral en la mineur pour orgue attribué à Johann Peter Kellner
- BWV Anh. 56 - Herr Jesu Christ, dich zu uns wend' ; Seigneur Jésus Christ, rejoignez-nous vite ; choral en sol majeur pour orgue attribué à Georg Philipp Telemann
- BWV Anh. 57 - Jesu Leiden, Pein und Tod ; La souffrance de Jésus, la douleur et la mort ; choral en mi bémol majeur pour orgue attribué à Johann Caspar Vogler
- BWV Anh. 60 - Non lob', mein' Seel' den Herren ; choral en do majeur pour orgue attribué à Johann Gottfried Walther
- BWV Anh. 61 - O Mensch, bewein' dein' Sünde groß ; Ô homme, pleure ton grand péché ; choral en fa majeur pour orgue attribué à Johann Christoph Pachelbel
- BWV Anh. 73 - Ich ruf zu dir, Herr Jesu Christ ; Je crie vers toi, Seigneur Jésus-Christ ; choral en fa mineur pour orgue attribuée à Carl Philipp Emanuel Bach ; variante du choral BWV 639
- BWV Anh. 74 - Schmucke dich, o liebe Seele ; Pare-toi, ô chère âme ; choral en fa majeur pour orgue peut-être de Gottfried August Homilius ; variante du choral BWV 759
- BWV Anh. 82 - Chaconne en si bémol majeur pour clavier attribuée à Johann Bernhard Bach
- BWV Anh. 83 - Chaconne en la majeur pour clavier attribuée à Johann Bernhard Bach
- BWV Anh. 84 - Chaconne en sol majeur pour clavier attribuée à Johann Bernhard Bach
- BWV Anh. 88 - Fugue en do majeur pour clavier attribuée à Johann Christoph Kellner
- BWV Anh. 90 - Fugue en do majeur pour clavier (orgue) attribuée à Carl Philipp Emanuel Bach
- BWV Anh. 94 - Fugue en mi mineur pour clavier attribuée à Johann Philipp Kirnberger
- BWV Anh. 96 - Fugue en ré majeur pour clavier attribuée à Carl Philipp Emanuel Bach
- BWV Anh. 97 - Fugue en fa dièse majeur pour clavier attribuée à Johann Ludwig Krebs
- BWV Anh. 98 - Fugue en ré mineur pour clavier attribuée à Carl Philipp Emanuel Bach
- BWV Anh. 100 - Fugue en ré mineur pour clavier attribuée à Carl Philipp Emanuel Bach
- BWV Anh. 103 - Fugue en la mineur pour clavier attribuée à Georg Friedrich Haendel
- BWV Anh. 104 - Fugue en sol mineur pour clavier attribuée à Georg Friedrich Haendel
- BWV Anh. 105 - Fugue en sol mineur pour clavier attribuée à Georg Friedrich Haendel
- BWV Anh. 106 - Fugue en sol mineur pour clavier attribuée à Georg Friedrich Haendel
- BWV Anh. 107 - Fugue, en do majeur pour clavier sur le nom de B.A.C.H attribuée à Georg Andreas Sorge
- BWV Anh. 108 - Fugue, en do majeur pour clavier sur le nom de B.A.C.H attribuée à Georg Andreas Sorge ou Carl Philipp Emanuel Bach
- BWV Anh. 110 - Fugue, en do mineur pour clavier sur le nom de B.A.C.H probablement de Georg Andreas Sorge
- BWV Anh. 112 - Prélude en mi mineur pour clavier attribuée à Johann Philipp Kirnberger
- BWV Anh. 114 - Menuet en sol majeur pour clavier attribué à Christian Petzold
- BWV Anh. 115 - Menuet en sol mineur pour clavier attribué à Christian Petzold
- BWV Anh. 122 - Marche en ré majeur pour clavier attribuée à Carl Philipp Emanuel Bach
- BWV Anh. 123 - Polonaise en sol mineur pour clavier attribuée à Carl Philipp Emanuel Bach
- BWV Anh. 124 - Marche en sol majeur pour clavier attribuée à Carl Philipp Emanuel Bach
- BWV Anh. 125 - Polonaise en sol mineur pour clavier attribuée à Carl Philipp Emanuel Bach
- BWV Anh. 129 - Sonate en mi bémol majeur pour clavecin attribuée à Carl Philipp Emanuel Bach
- BWV Anh. 130 - Polonaise en sol majeur pour clavier attribuée à Johann Adolph Hasse
- BWV Anh. 131 - Mouvement en fa majeur pour clavier attribué à Johann Christian Bach
- BWV Anh. 133 - Fantaisie en sol majeur pour boîte à musique attribuée à Wilhelm Friedemann Bach
- BWV Anh. 134 - Scherzo en sol majeur pour boîte à musique attribué à Wilhelm Friedemann Bach
- BWV Anh. 135 - Buslesca en la mineur pour boîte à musique attribuée à Wilhelm Friedemann Bach
- BWV Anh. 136 - Trio en la mineur pour boîte à musique attribué à Wilhelm Friedemann Bach
- BWV Anh. 137 - L'Intrada della Caccia en mi bémol majeur pour boîte à musique ; le début de la chasse attribuée à Wilhelm Friedemann Bach
- BWV Anh. 138 - Continuazione della Caccia en mi bémol majeur pour boîte à musique ; la suite de la chasse attribuée à Wilhelm Friedemann Bach
- BWV Anh. 139 - Il Fine delle Caccia - I en ré majeur pour boîte à musique ; la fin de la chasse I attribuée à Wilhelm Friedemann Bach
- BWV Anh. 140 - Il Fine delle Caccia - II en ré mineur pour boîte à musique ; la fin de la chasse II attribuée à Wilhelm Friedemann Bach
- BWV Anh. 141 - Chant de psaume : « O Gott die Christenhalt » en fa majeur pour boîte à musique (« Ô Dieu, les chrétiens »), attribué à Wilhelm Friedemann Bach
- BWV Anh. 142 - Chant de psaume sur le Psaume 110 en la mineur pour boîte à musique, attribué à Wilhelm Friedemann Bach
- BWV Anh. 143 - Polonaise en mi mineur pour boîte à musique attribuée à Wilhelm Friedemann Bach
- BWV Anh. 144 - Polonaise Trio en la mineur pour boîte à musique attribuée à Wilhelm Friedemann Bach
- BWV Anh. 145 - Marche en do majeur pour boîte à musique attribuée à Wilhelm Friedemann Bach
- BWV Anh. 146 - Marche en fa majeur pour boîte à musique attribuée à Wilhelm Friedemann Bach
- BWV Anh. 147 - La Combattuta en sol majeur pour boîte à musique attribuée à Wilhelm Friedemann Bach
- BWV Anh. 148 - Scherzo en sol mineur pour boîte à musique attribué à Wilhelm Friedemann Bach
- BWV Anh. 149 - Menuet en sol majeur pour boîte à musique attribué à Wilhelm Friedemann Bach
- BWV Anh. 150 - Trio en sol mineur pour boîte à musique attribué à Wilhelm Friedemann Bach
- BWV Anh. 156 - Herr Christ der ein'ge Gottes Sohn ; Seigneur Jésus-Christ, Fils unique de Dieu ; cantate pour la fête de l'Annonciation ; attribuée à Georg Philipp Telemann
- BWV Anh. 157 - Ich habe Lust zu scheiden ; J'ai le désir de me séparer ; cantate pour la fête de la Purification ; attribuée à Georg Philipp Telemann
- BWV Anh. 158 - Andro dall' colle al prato ; Andro de la colline à la prairie ; air d'une cantate perdue et retrouvée dans l'opéra « Orione ossia Diana vendicata » de Johann Christian Bach
- BWV Anh. 160 - Jauchzet dem Herrn, alle Welt ; Louange au seigneur dans tous les pays ; motet dont les 1er et 3e mouvement sont de Georg Philipp Telemann et le 2e de Bach
- BWV Anh. 161 - Kundlich gross ist das gottselige Geheimnis ; Sans équivoque, le mystère de la piété est grand ; motet pour la fête de Noël en si mineur attribué à Carl Heinrich Graun
- BWV Anh. 162 - Lob und Ehre und Weishelt und Dank ; Louange, gloire, sagesse et grâce ; motet attribué à Georg Gottfried Wagner
- BWV Anh. 163 - Merk auf, mein Herz und sieh dorthin ; Voici, mon cœur, regarde là-bas ! ; motet en fa majeur attribué à Johann Christoph Bach I
- BWV Anh. 164 - Nun danket alle Gott ; Maintenant nous allons tous remercier Dieu ; motet en sol majeur attribué à Johann Christoph Altnikol
- BWV Anh. 165 - Unser Wandel ist im Himmel ; Notre république est dans les cieux ; motet attribué à Johann Ernst Bach
- BWV Anh. 166 - Messe en mi mineur (seulement Kyrie et Gloria) ; attribuée à Johann Ludwig Bach
- BWV Anh. 167 - Messe en sol majeur (seulement Kyrie et Gloria) ; attribuée à Antonio Lotti ou Johann Ludwig Bach
- BWV Anh. 168 - Kyrie en sol mineur ; attribué à Wilhelm Friedemann Bach
- BWV Anh. 170 - Welt, ade, ich bin dein mude ; Au revoir monde, je suis las ; choral attribué à Johann Rosenmüller
- BWV Anh. 171 - Christ lag in Todesbanden ; Jésus-Christ est mort attaché ; choral en ré mineur, pour orgue attribué à Johann Christoph Pachelbel
- BWV Anh. 172 - Herr Jesu Christ, dich zu uns wend ; Seigneur Jésus-Christ, rejoignez-nous vite ; choral en sol majeur, pour orgue attribué à Johann Ludwig Krebs
- BWV Anh. 173 - Invention pour violon et clavecin en si mineur ; attribuée à Francesco Antonio Bonporti
- BWV Anh. 174 - Invention pour violon et clavecin en si bémol majeur ; attribuée à Francesco Antonio Bonporti
- BWV Anh. 175 - Invention pour violon et clavecin en do mineur ; attribuée à Francesco Antonio Bonporti
- BWV Anh. 176 - Invention pour violon et clavecin en ré majeur ; attribuée à Francesco Antonio Bonporti
- BWV Anh. 177 - Prélude et fugue en mi bémol majeur, pour clavier ; attribué à Johann Christoph Bach I
- BWV Anh. 178 - Toccata quasi Fantaisie avec fugue en la majeur, pour orgue ; beaucoup de prétendants pour cette œuvre : soit Michelangelo Rossi, soit Henry Purcell, soit Johann Christoph Pachelbel, soit Wilhelm Hieronymus Pachelbel, soit Johann Adam Reinken.
- BWV Anh. 179 - Fantaisie dans toutes les tonalités pour clavier attribuée à Johann David Heinichen
- BWV Anh. 180 - Fugue en ré mineur pour clavier attribuée à Johann Peter Kellner
- BWV Anh. 181 - Fugue en la mineur, pour orgue attribuée à Johann Ludwig Krebs
- BWV Anh. 182 - Passacaille en ré mineur, pour clavier attribuée à Christian Friedrich Witt
- BWV Anh. 183 - Rondo en si bémol majeur, pour clavier attribué à François Couperin ; extrait du 2e livre des pièces pour clavecin : « Les moissonneurs »
- BWV Anh. 184 - Sonate en la mineur, pour alto solo et basse attribuée à Carlo Zuccari
- BWV Anh. 185 - Sonate en ré majeur, pour 2 violons et continuo attribuée à Carl Philipp Emanuel Bach
- BWV Anh. 186 - Sonate en fa majeur, pour 2 violons et continuo attribuée à Carl Philipp Emanuel Bach
- BWV Anh. 187 - Trio en ré mineur, pour flûte alto, basson et alto attribuée à Carl Philipp Emanuel Bach
- BWV Anh. 188 - Sonate (concerto) en fa majeur, pour 2 claviers attribuée à Wilhelm Friedemann Bach
- BWV Anh. 189 - Concerto en la mineur, pour clavier, 2 violons, alto et basse attribué à Carl Philipp Emanuel Bach
- BWV Anh. 201 - Du Friedefuerst, Herr Jesu Christ ; choral attribué à Daniel Vetter
- BWV Anh. 202 - Gott hat das Evangelium ; choral attribué à Daniel Vetter
- BWV Anh. 203 - Ich hebe meine Augen auf ; Je lève mes yeux ; choral attribué à Daniel Vetter
- BWV Anh. 204 - O Traurigkeit, o Herzeleid ; Ô Tristesse, ô Cœur désolé ; choral attribué à Daniel Vetter
- BWV Anh. 206 - Ach bleib mit deiner Gnade / Christus, der ist mein Leben ; Demeure par ta grâce / Christ qui est ma vie ; prélude de choral attribué à Johann Christoph Pachelbel
- BWV Anh. 207 - Fugue pour clavier en mi mineur attribuée à Josef Seger
- BWV Anh. 208 - Fugue pour clavier en mi bémol mineur attribuée à Johann Ernst Eberlin
- Sans numéro - Der Gerechte kömmt um ; Le juste périt ; motet attribué à Johann Kuhnau

### Compositions à la paternité douteuse.
Ici, le doute persiste. Est-ce de Bach, est-ce une production d'un autre compositeur ?
- BWV Anh. 28 - Sanctus en si bémol majeur
- BWV Anh. 29 - Partition de continuo (violoncelle) pour une messe en do mineur
- BWV Anh. 31 - Herr Gott, dich loben alle wir choral en ré majeur ; Seigneur, nous te louons tous ; texte perdu
- BWV Anh. 32 - Getrost mein Geist wenn Wind und Wetter krachen choral en sol majeur ; Réconfortez mon esprit quand souffle des vents contraires
- BWV Anh. 33 - Mein Jesu! spare nicht choral en do mineur
- BWV Anh. 34 - Kann ich mit einem Tone choral en do mineur
- BWV Anh. 35 - Meine Seele lass die Flugel choral en la mineur
- BWV Anh. 36 - Ich stimm' its und ein Strauff-Lied choral en ré mineur
- BWV Anh. 37 - Der scharze Flugel truber Nacht choral en do majeur
- BWV Anh. 38 - Das Finsterniss tritt ein choral en fa majeur
- BWV Anh. 39 - Ach was wollt ihr truben Sinnen choral en sol mineur
- BWV Anh. 40 - Ich bin nun wie ich bin lieder en ré majeur ; texte perdu
- BWV Anh. 41 - Dir zu liebe, wertes Herze lieder en si bémol majeur
- BWV Anh. 42 - Fugue en fa majeur pour orgue
- BWV Anh. 48 - Allein Gott in der Höh' sei Ehr ; choral, en sol majeur, pour orgue
- BWV Anh. 49 - Ein feste Burg ist unser Gott ; Notre Dieu est une solide forteresse ; choral en do majeur, pour orgue
- BWV Anh. 50 - Erhalt uns, Herr, bei deinem Wort ; Maintiens-nous, Seigneur, en ta Parole ; choral en la mineur, pour orgue
- BWV Anh. 51 - Erstanden ist der heilige Christ ; Ressuscité est le saint Christ ; choral en do majeur, pour orgue
- BWV Anh. 52 - Freu dich sehr, o meine Seele ; Réjouis-toi, ô mon âme ; choral en sol majeur, pour orgue
- BWV Anh. 53 - Freu dich sehr, o meine Seele ; Réjouis-toi, ô mon âme ; choral en sol majeur, pour orgue
- BWV Anh. 54 - Helft mir Gottes Güte preisen ; Aidez-moi à louer la bonté de Dieu ; choral en si mineur, pour orgue
- BWV Anh. 55 - Herr Christ, der einig Gottessohn ; Seigneur Christ, fils unique de Dieu ; choral en sol majeur, pour orgue
- BWV Anh. 62a - Sei Lob und Ehr mit hohem Preis ; La gloire et l'honneur avec un prix élevé ; choral en fa majeur, pour orgue
- BWV Anh. 62b - Sei Lob und Ehr mit hohem Preis ; La gloire et l'honneur avec un prix élevé ; choral en fa majeur, pour orgue
- BWV Anh. 63 - Von Himmel hoch ; De ciel haut ; choral en ré majeur, pour orgue
- BWV Anh. 64 - Von Himmel hoch ; De ciel haut ; choral en do majeur, pour orgue
- BWV Anh. 65 - Von Himmel hoch ; De ciel haut ; choral en do majeur, pour orgue
- BWV Anh. 66 - Wachet auf, ruft uns die Stimme ; Réveillez-vous, la voix des veilleurs nous appelle ; choral en do majeur, pour orgue
- BWV Anh. 67 - Was Gott tut, das ist wohlgetan ; Ce que Dieu fait est bien fait ; choral en sol majeur, pour orgue
- BWV Anh. 68 - Wer nur den lieben Gott läßt walten ; Celui qui laisse régner le bon Dieu sans partage ; choral en si majeur, pour orgue
- BWV Anh. 69 - Wir glauben all'an einen Gott ; Nous croyons tous en un seul dieu ; choral en fa majeur, pour orgue
- BWV Anh. 70 - Wir glauben all'an einen Gott ; Nous croyons tous en un seul dieu ; choral en ré mineur, pour orgue
- BWV Anh. 71 - On lui a maintenant attribué le N° BWV 1128 car la paternité du Kantor a été reconnue
- BWV Anh. 72 - Canon en sol mineur, pour orgue paraphrasant le choral Christus der uns selig macht ; Christ nous rend bienheureux
- BWV Anh. 75 - Herr Christ, der einig' Gottessohn ; Seigneur Christ, fils unique de Dieu ; choral en fa dièse mineur, pour orgue ; variante du choral BWV 601
- BWV Anh. 76 - Jesu, meine Freude ; Jésus ma joie ; choral en mi mineur, pour orgue ; variante du choral BWV 713
- BWV Anh. 77 - Herr Christ, der eining' Gottessohn ; Seigneur Christ, fils unique de Dieu ; choral avec 7 variations en fa majeur, pour orgue
- BWV Anh. 78 - Wenn wir in hochsten Noten sein ; Lorsque, dans les grades les plus élevés ; choral avec 6 variations en sol majeur, pour orgue
- BWV Anh. 79 - Befiehl du deine Wege ; Engagez-vous ! ; choral avec une variation en fa majeur, pour orgue
- BWV Anh. 80 - Suite en fa majeur, pour clavier
- BWV Anh. 81 - Gigue en do majeur, pour clavier ; inachevée
- BWV Anh. 85 - Toccata en fa mineur, pour clavier
- BWV Anh. 86 - Fantasia en do mineur, pour clavier
- BWV Anh. 87 - Fantasia en do majeur, pour clavier
- BWV Anh. 89 - Fugue en do majeur, pour clavier
- BWV Anh. 91 - Fugue en sol majeur, pour clavier (alla breve)
- BWV Anh. 92 - Fugue en sol majeur, pour clavier
- BWV Anh. 93 - Fugue en mi mineur, pour clavier
- BWV Anh. 95 - Fugue en sol majeur, pour clavier
- BWV Anh. 99 - Fugue en ré mineur, pour clavier
- BWV Anh. 101 - Fugue en sol mineur, pour clavier
- BWV Anh. 102 - Fugue en sol bémol majeur, pour clavier
- BWV Anh. 109 - Fugue en sol mineur, pour clavier sur le nom de B.A.C.H
- BWV Anh. 111 - Largo et Allegro, en sol majeur, pour clavier
- BWV Anh. 113 - Menuet en fa majeur, pour clavier
- BWV Anh. 116 - Menuet en sol majeur, pour clavier
- BWV Anh. 117a - Polonaise en fa majeur, pour clavier
- BWV Anh. 117b - Polonaise en fa majeur, pour clavier (variante)
- BWV Anh. 118 - Menuet en si bémol majeur, pour clavier
- BWV Anh. 119 - Polonaise en sol mineur, pour clavier
- BWV Anh. 120 - Menuet en do majeur, pour clavier
- BWV Anh. 121 - Menuet en do mineur, pour clavier
- BWV Anh. 126 - Musette en ré majeur, pour clavier, attribuée à Georg Philipp Telemann (d'après Petits livres de notes d'Anna Magdalena Bach)
- BWV Anh. 127 - Marche en mi bémol majeur, pour clavier
- BWV Anh. 128 - Polonaise en ré mineur, pour clavier
- BWV Anh. 132 - Menuet en ré mineur, pour clavier
- BWV Anh. 151 - Concerto en do majeur, pour clavier
- BWV Anh. 152 - Concerto pour violon et clavecin en sol majeur
- BWV Anh. 153 - Sonate pour violon ou flûte avec continuo en la majeur
- BWV Anh. 154 - Sonate pour violon et clavier en mi bémol majeur
- BWV Anh. 155 - Concerto pour clavier avec 2 violons, alto et basse continue en la majeur
- BWV Anh. 169 - Erbauliche Gedanken auf den Gruenen Donnerstag und Charfreitag ueber den Leidenden Jesum ; Ébauche de cantate sans musique qui aurait servi de matériaux pour la Passion selon saint Matthieu